# Gauche
Gaucheは、R7RS準拠のプログラミング言語Schemeのスクリプト処理系である。多バイト文字列を組み込みでサポートしている。
Gaucheの提供する機能拡張の多くは、Schemeにライブラリをラップする事で実現している。
なお、Gaucheはフランス語で「ねじれた、左」という意味を表す。

## 特徴
- 低レベルシステムへのアクセス。
- 特定のエンコードに依存しない文字列処理。
- Common Lisp ライクな拡張。
- 名前空間（モジュール）のサポート。
- Tiny CLOS派生のオブジェクトシステムのサポート。

## 歴史
川合史朗によって開発されている。
- 2001年1月31日、開発を開始。
- 2001年4月、SourceForgeに登録、0.3.5をリリース。
- 2002年7月〜2003年2月 Gauche-gl及びGauche-gtkの開発の一部が、情報処理振興事業協会(IPA)による平成14年度未踏ソフトウェア創造事業の支援を受ける。
- 2003年9月〜2004年2月 開発の一部が情報処理振興事業協会(IPA)による平成15年度オープンソフトウェア基盤整備事業の支援を受ける。
- 2011年8月、Gauche 0.9.3リリース、R6RSおよびR7RSドラフトに対応。
- 2013年4月、リポジトリをGitHubに移行。
- 2014年7月、Gauche 0.9.4リリース、およびR7RS-smallに対応。
- 2016年10月、Gauche 0.9.5リリース
- 2018年7月、Gauche 0.9.6リリース、およびR7RS Large Red Editionのサポート
- 2018年12月、Gauche 0.9.7リリース
- 2019年6月、Gauche 0.9.8リリース、およびR7RS Large Tangerineの一部のサポート
- 2019年12月、Gauche 0.9.9リリース
- 2020年12月、Gauche 0.9.10リリース
- 2021年12月、Gauche 0.9.11リリース
- 2022年6月、Gauche 0.9.12リリース
- 2023年10月、Gauche 0.9.13リリース
- 2024年1月、Gauche 0.9.14リリース

## ライセンス
ライセンスはBSD Licenseである。

## 実行例
Gaucheの対話モードでの実行例は下記の通り。gosh>は入力プロンプトを表す。
```
gosh>
 
(
list
 
0
 
1
 
2
 
3
)

(
0
 
1
 
2
 
3
)

gosh>
 
(
+
 
0
 
1
 
2
 
3
)

6

gosh>
 
((
lambda
 
(
x
 
y
)
 
(
+
 
x
 
(
*
 
y
 
2
)))
 
5
 
6
)

17

```

## 参照
1. 1 2 3  “ChangeLog.txt”. practical-scheme.net. 2024年7月5日閲覧。
2. 1 2  “Gauche - A Scheme Implementation”. practical-scheme.net. 2024年7月5日閲覧。
3. ↑  “Gauche/COPYING at master · shirok/Gauche”. 2024年7月5日閲覧。

### 公式
- Gauche - A Scheme Implementation（日本語）
- Gauche - A Scheme Implementation（英語）

### ユーザーリファレンス
- Gauche ユーザーリファレンス

### プロジェクト
- Gauche - SourceForge.net 2020年頃に更新停止
- Gauche - OSDN 2012年頃に更新停止
- Gauche - GitHub

### その他
- R5RS